# Euchloe bazae
La azufrada ibérica (Euchloe bazae), conocida también como mariposa Baza o mariposa puntaverdosa, es una mariposa de la familia Pieridae. Fue descrita por primera vez en 1993 por el entomólogo italiano Fabiano, cuando creyó encontrar especímenes de Elphinstonia charlonia, originaria de Tenerife y Lanzarote.
Es una especie endémica de la península ibérica, y se halla solamente en dos zonas muy concretas de España. Cuenta con dos subespecies, que se corresponden a sus dos hábitats, y las poblaciones de ambas se encuentran totalmente aisladas. Euchloe bazae iberae habita en Los Monegros (Aragón) y su planta nutricia es Boleum asperum, mientras que Euchloe bazae bazae se encuentra en la Hoya de Baza (Andalucía) y su planta nutricia es Eruca vesicaria.En enero de 2025 se encontró una nueva población de esta especie en Orce, Granada.  En 2015 su estatus en la Lista Roja de la UICN era de «preocupación menor», cuando en 2011 era de «vulnerable».